# Uru
Uru (URU, 𒌷 vagy ) egy sumer fogalom, elsősorban települést jelent. Szemantikai komplementumként (nyelvi jellegű, értelmezést segítő determinatívumként) például a KUR.URU kifejezés olvasata KURURU (𒆳𒌷), jelentése a föld, amely valakié, vagy valakinek (városnak) a hatalma alatt áll, vagy valamely ország része. egy adott terület államiságára, territoriális jellegére utal. A városkirályságok befolyása alá tartozó területeket szintén jelentette. Emellett településre utaló fogalmak szemantikai komplementuma.
Az akkádban és a hettitában is determinatívum. A hettita írásban önmagában álló determinatívumként „város” jelentésű, kombinációi szintén territoriális hatalmi viszonyokat jelöltek. Például a „LUGAL KUR URUḪa-at-ti” mondat jelentése Hatti országának királya.

## Jelentései
- URU, eri, iri  (KI) = város, település, terület, térség (akkád abābu, -re2-, -ri2-), ālu, ālū, ālānu (= város, falu) [ugyanezekkel a jelentésekkel bírhat az iri11, eri11 𒀕 vagy a KI determinatívummal URUki 𒌷𒆠 = urugal2]
- URU2 (ES)  (URU×UD, URU×ERIM4, URÚ, URŪ) = árvíz, özönvíz (akk. abābu, abūbu)
- URU4  = vetés, művelés (akk. erēšu = vetés)
- URU5  (ḪAR×DIŠ) = árvíz, özönvíz (akk. abābu, abūbu), ülés, lakás (akk. šubtu)
- URU6ku6  (NINDA2×U2.AŠku6) = egy hal (akk. āru = halikra)
- URU7ku6  (UR2×U2.AŠku6) = egy hal (akk. āru = halikra)
- URU8  (UR2, ÚR) = nagybácsi, unokatestvér (akk. emu rabû = nagybácsi)
- URU9  (MURGU.IDIM, SIG4.IDIM) = támogatás, adózás, javítás (akk. imdu = támogatás, takšīru = javítás), mellette, szomszédos (hely) (akk. ţēhu)
- uru10
- URU11ru  (URU×KAR2ru) = vetés, művelés (akk. erēšu = vetés)
- URU12  (UŠ×NUN.NUN) = alom, barlang, lakás, trágya (akk. mūšabu = lakás, lakhely, tartózkodási hely, rubşu = állatalom)
- URU15  (SES.AB) = emelkedett, erős (akk. dannu = erős, erőteljes, hatalmas, nagy, šapsu = Nap(?), şīru = emelkedett, legfőbb, nagyszerű, kiváló)
- uruURU16 (URU.ENSI, URU.urunx, URU.EN)  = magasztos, erős, jelölés, irodalmi index [azonos: u18-ru  (URU×MIN-ru)]
- URU18  (URU×A) = árvíz, özönvíz (akk. abābu)

## Összetételei
A fenti, önálló URU-ként értelmezett szavakon kívül gyakori összetételei a következők:
- URU.BAL (iri-bala) 𒌷𒁄 = lázadó város
- URU.DU (iri-DU) 𒌷𒁺 = egy munkáscsoport (nem tévesztendő össze az URUDU, azaz a réz logogrammal)
- iri-bad3 (URU.EZEN×BAD) 𒌷𒂡 vagy uru2-bad3 (ES)  𒍍𒂡 = nagyváros (annyira nagy, hogy fesztiválokat tarthat, ld. EZEN = fesztivál)
- urugal2, eri11, iri11 𒀕 ; irigal, urugal (AB×GAL) 𒀍 ; iri-gal 𒌷𒃲 = föld, alvilág, barlang, város (akk. erşetu, qabru, ālu)
- URU.GIR2, ri2-ĝir2 𒌷𒄈 = fémtárgy
- iri-ḫulu-aMUŠEN (URU.IGI×UR.A.ḪU) 𒌷𒅆𒌨𒀀𒄷 ; iri-gulMUŠEN (URU.GUL.ḪU) 𒌷𒄢𒄷 ; MUŠENiri-gul 𒄷𒌷𒄢 = egy azonosítatlan madárfaj (akk. qadû)
- iri-tuš (URU.KU) 𒌷𒆪 = lakott város
- eri-na (URU.NA) 𒌷𒈾 (azonos: erin2, eren2, erem, erim 𒂟 ; erin9, erim7, UR2×ḪA 𒌯 ) = nép, csapat (akk. şābu)